# 大鹏 (阿拉伯神话)
大鹏，又譯洛克鳥（Roc，或拼做 Rukh），该词来自波斯语 رخ 。传说体形巨硕，羽呈白色，以象为食，力大无匹。

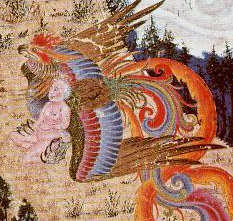
波斯的思摩夫

## 起源
西方鹏鸟的来源也许可以追溯到古波斯神禽“峨姿”（Amrzs），又称“纳木夫”（Slnamurv）或“思摩夫”（Simurgh/Senmurv）。该鸟历经天地生灭三大劫，故知过去、现在、未来一切事。其貌鸟身犬首或人面，两翼伸展可遮蔽日月群星。古波斯神话中有株“知识树”，结籽化为世间万种草木。“思摩夫”筑巢其上，每至果实成熟，将其摇下，播于大地山川。其事多见史诗《诸王书》（The Shah Nameh）中。古印度的迦楼罗是“峨姿”的变体。犹太教中的巨鸟“席茲”（ziz）可能也与大鹏有关。
另一说是大鹏源自现实生活中的象鸟（Aepyornis maximus/elephant bird）。该鸟产于马达加斯加，似鸵鸟，不能飞。最晚到约1649年已经灭绝，今天只剩骨架和卵标本。已知最大的象鸟高305厘米，重455公斤。它们的蛋也有约30厘米长。也有说大鹏原型为恐鸟或秃鹰。

## 描述

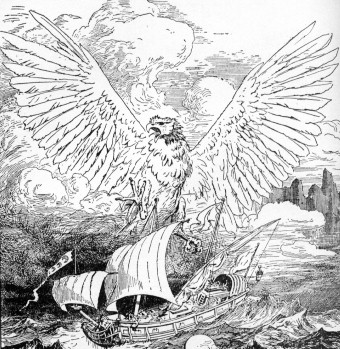
大鹏攻击辛巴达的船

《马可波罗游记》中有这样的描述：“据说（鹏鸟）状似鹰隼，体形硕大……它们可以扑住大象，将其举至高空扔下，摔为肉泥，慢慢享用。人们还说大鹏翼展三十步（约23公尺），翅羽长十二步（约9公尺），厚度也与长度相配。”《游记》的英文版译者亨利·玉尔提到：在中世纪鹏羽作为珍玩较为常见，其实大部分是象鼻棕的叶子。据说忽必烈汗也曾得到这样一片鹏羽，约20公尺长。还有书提及一位商人到过中国海，他将一枝鹏羽的根部带到了西班牙。《一千零一夜》的许多传说提到大鹏，以“辛巴达航海记”最为有名。辛巴达在第二次出海时被弃置孤岛，发现了巨大的鸟蛋，周长有五十步。随后大鹏回巢，他便将自己系在鸟爪上。第二天靠鹏鸟携带，逃到高崖之上，发现当地巨蟒出没，有枣树粗细，可以一口吞下大象。而这些蟒蛇却是大鹏的食粮。第五次航行时又在一岛上发现大鹏蛋，同行商人破壳争食。结果雄雌二鸟归来。他们扬帆逃窜，结果船被大鹏用巨石击沉。约1375年，阿拉伯旅行家伊本·白图泰在日记中写道：“本以为那是座山，原来竟是只鹏鸟！它若是看见我们，会把我们消灭的。”而后风向改变，伊宾的船并未靠近他所见的大鹏。印度洋的马赫群岛一度称为“鹏鸟群岛”，也许与这段记载有关。

## 神话学关系和其它
根据《一千零一夜》的译者伯顿爵士（Richard Burton）考证，大鹏在神话学上与许多神鸟有渊源，除了上面提到的峨姿、迦楼罗、栖枝外，还有：古埃及的“伯努”（Bennu，古埃及的凤凰）、阿拉伯的“安卡”（Anka，长颈鸟）、土耳其的“可克”（Kerkes）、古希腊的“格利普”（Gryps）、俄罗斯的“诺加”（Norka）、以及北欧生命树上的智慧古禽「維德佛爾尼爾」（Vedfolnir，老鷹）。